# جون مورغان (لاعب كريكت)
جون مورغان (16 مارس 1977 في المملكة المتحدة - ) (بالإنجليزية: John Morgan)‏ هو لاعب كريكت بريطاني. لعب مع Sussex Cricket Board ‏.